# Alessio Sartori
Pour les articles homonymes, voir Sartori.
Alessio Sartori, né le 13 novembre 1976 à Terracina, est un rameur italien.

## Biographie
Alessio Sartori participe à l'épreuve de quatre de couple lors de deux Jeux olympiques d'été.
Aux Jeux olympiques d'été de 1996 à Atlanta, il se classe quatrième et avec Agostino Abbagnale, Rossano Galtarossa et Simone Raineri aux Jeux olympiques d'été de 2000 à Sydney, il est sacré champion olympique.
Il dispute avec Rossano Galtarossa l'épreuve de deux de couple aux Jeux olympiques d'été de 2004 à Athènes et remporte la médaille de bronze. Onzième dans l'épreuve de quatre sans barreur aux Jeux olympiques d'été de 2008 à Pékin, il est sacré vice-champion olympique aux Jeux olympiques d'été de 2012 à Londres en deux de couple avec Romano Battisti.